# Euplexia adamantina
Euplexia adamantina là một loài bướm đêm trong họ Noctuidae.